# Juninho Paulista
Osvaldo Giroldo Junior, noto come Juninho o come Juninho Paulista (San Paolo, 22 febbraio 1973), è un dirigente sportivo ed ex calciatore brasiliano di ruolo centrocampista, campione del mondo con la nazionale brasiliana nel 2002.
In Europa ha giocato con Middlesbrough, Atlético Madrid e Celtic.

## Biografia
È soprannominato "Paulista", che significa "proveniente da São Paulo" (o, più in generale, dallo stato di San Paolo) per distinguerlo da Juninho Pernambucano.

## Carriera

### Club
Ha incominciato la propria carriera calcistica al San Paolo nel 1992 ma raggiunge il successo in Europa quando approda al Middlesbrough in Premier League. Qui si fa subito apprezzare dai sostenitori del Boro per la sua classe e la facilità di dribbling, caratteristiche che non impediranno comunque al Middlesbrough di retrocedere nella Football League Championship.
Nel 1997 Juninho si trasferisce all'Atlético Madrid e, grazie ai suoi assist, aiuta Christian Vieri a vincere il titolo di capocannoniere della Liga. L'anno successivo, con la venuta di Arrigo Sacchi, è relegato in panchina a favore dell'allora emergente e giovanissimo Juan Carlos Valerón, anche per via del suo mancato adattamento alle rigorose disposizioni tattiche dell'allenatore italiano. Trascorsa una sola stagione (1999-00) al Middlesbrough, torna poi al Vasco da Gama e al Flamengo e, per la terza volta, rientra in Premier League, ancora al Middlesbrough.
Si trasferisce poi in Scozia, al Celtic Glasgow, ma dopo soli otto mesi rescinde il proprio contratto il 5 aprile 2005 per tornare ancora in Brasile, questa volta al Palmeiras. Dal 2006-2007 è al Flamengo, trasferendosi poi in Australia, al Sydney FC, il 1º agosto 2007; otto mesi dopo, il suo contratto viene rescisso. Nel giugno 2009 assume la presidenza dell'Ituano, decidendo poi nel novembre dello stesso anno di riprendere l'attività calcistica a partire dal campionato Paulista del 2010. Al termine di detta competizione, si ritira per la seconda volta.

### Nazionale
Juninho è stato convocato più di 50 volte nella nazionale brasiliana ed è riuscito a vincere i Mondiali del 2002, dopo aver saltato la precedente edizione a causa di un infortunio causatogli da una dura entrata di Míchel Salgado.
Nel 1996 ha vinto la medaglia di bronzo alle Olimpiadi ad Atlanta.

## Statistiche

### Presenze e reti nei club
Statistiche aggiornate al termine della carriera. 
| Stagione               | Squadra                | Campionato             | Campionato | Campionato | Coppe nazionali | Coppe nazionali | Coppe nazionali | Coppe continentali | Coppe continentali | Coppe continentali | Altre coppe   | Altre coppe | Altre coppe | Totale | Totale |
| Stagione               | Squadra                | Comp                   | Pres       | Reti       | Comp            | Pres            | Reti            | Comp               | Pres               | Reti               | Comp          | Pres        | Reti        | Pres   | Reti   |
| ---------------------- | ---------------------- | ---------------------- | ---------- | ---------- | --------------- | --------------- | --------------- | ------------------ | ------------------ | ------------------ | ------------- | ----------- | ----------- | ------ | ------ |
| 1992                   | Ituano                 | A1/SP                  | 2          | 0          | -               | -               | -               | -                  | -                  | -                  | -             | -           | -           | 2      | 0      |
| gen.-lug. 1993         | Ituano                 | A1/SP                  | 14         | 9          | -               | -               | -               | -                  | -                  | -                  | -             | -           | -           | 14     | 9      |
| lug.-dic. 1993         | San Paolo              | A                      | 16         | 1          | CB              | -               | -               | -                  | -                  | -                  | CO+RS+SS+CInt | 2+1+5+1     | 0+0+2+0     | 25     | 3      |
| 1994                   | San Paolo              | A1/SP+A                | 28+19      | 6+1        | -               | -               | -               | CL+CC              | 6+6                | 1+5                | RS+SS         | 1+5         | 0           | 65     | 13     |
| gen.-nov. 1995         | San Paolo              | A1/SP+A                | 22+9       | 4+0        | CB              | 3               | 0               | -                  | -                  | -                  | SS            | 2           | 0           | 36     | 4      |
| Totale San Paolo       | Totale San Paolo       | Totale San Paolo       | 50+44      | 10+2       |                 | 3               | 0               |                    | 12                 | 6                  |               | 17          | 2           | 126    | 20     |
| nov. 1995-1996         | Middlesbrough          | PL                     | 21         | 2          | FACup+CdL       | 3+0             | 0               | -                  | -                  | -                  | -             | -           | -           | 24     | 2      |
| 1996-1997              | Middlesbrough          | PL                     | 35         | 13         | FACup+CdL       | 6+7             | 2+1             | -                  | -                  | -                  | -             | -           | -           | 48     | 16     |
| 1997-1998              | Atlético Madrid        | PD                     | 23         | 5          | CR              | 2               | 1               | CU                 | 6                  | 2                  | -             | -           | -           | 31     | 8      |
| 1998-1999              | Atlético Madrid        | PD                     | 32         | 8          | CR              | 7               | 1               | CU                 | 9                  | 4                  | -             | -           | -           | 48     | 13     |
| Totale Atletico Madrid | Totale Atletico Madrid | Totale Atletico Madrid | 55         | 13         |                 | 9               | 2               |                    | 15                 | 6                  |               | -           | -           | 79     | 21     |
| 1999-2000              | Middlesbrough          | PL                     | 28         | 4          | FACup+CdL       | 1+3             | 0+1             | -                  | -                  | -                  | -             | -           | -           | 32     | 5      |
| lug.-dic. 2000         | Vasco da Gama          | A                      | 31         | 7          | -               | -               | -               | CM                 | 10                 | 5                  | -             | -           | -           | 41     | 12     |
| 2001                   | Vasco da Gama          | A/RJ+A                 | 16+16      | 8+4        | -               | -               | -               | CL+CM              | 7+3                | 4+2                | RSP           | 2           | 0           | 44     | 18     |
| Totale Vasco da Gama   | Totale Vasco da Gama   | Totale Vasco da Gama   | 16+47      | 8+11       |                 | -               | -               |                    | 20                 | 11                 |               | 2           | 0           | 85     | 30     |
| gen.-lug. 2002         | Flamengo               | A/RJ                   | 5          | 2          | -               | -               | -               | CL                 | 5                  | 2                  | RSP+CdC       | 14+3        | 9+1         | 27     | 14     |
| 2002-2003              | Middlesbrough          | PL                     | 10         | 3          | FACup+CdL       | 0               | 0               | -                  | -                  | -                  | -             | -           | -           | 10     | 3      |
| 2003-2004              | Middlesbrough          | PL                     | 31         | 8          | FACup+CdL       | 1+6             | 0+1             | -                  | -                  | -                  | -             | -           | -           | 38     | 9      |
| Totale Middlesbrough   | Totale Middlesbrough   | Totale Middlesbrough   | 125        | 30         |                 | 27              | 5               |                    | -                  | -                  |               | -           | -           | 152    | 35     |
| 2004-feb. 2005         | Celtic                 | SPL                    | 14         | 1          | SC+CdL          | 2+2             | 0               | UCL                | 4                  | 0                  | -             | -           | -           | 22     | 1      |
| mar.-dic. 2005         | Palmeiras              | A                      | 37         | 14         | -               | -               | -               | CL                 | 2                  | 0                  | -             | -           | -           | 39     | 14     |
| 2006                   | Palmeiras              | A1/SP+A                | 2+26       | 0+6        | -               | -               | -               | CL                 | 1                  | 0                  | -             | -           | -           | 29     | 6      |
| Totale Palmeiras       | Totale Palmeiras       | Totale Palmeiras       | 2+63       | 0+20       |                 | -               | -               |                    | 3                  | 0                  |               | -           | -           | 68     | 20     |
| gen.-mag. 2007         | Flamengo               | A/RJ                   | 11         | 0          | -               | -               | -               | CL                 | 6                  | 0                  | -             | -           | -           | 17     | 0      |
| Totale Flamengo        | Totale Flamengo        | Totale Flamengo        | 16         | 2          |                 | -               | -               |                    | 11                 | 2                  |               | 17          | 10          | 44     | 14     |
| 2007-2008              | Sydney FC              | AL                     | 14+1       | 0          | -               | -               | -               | -                  | -                  | -                  | -             | -           | -           | 15     | 0      |
| 2010                   | Ituano                 | A1/SP                  | 14         | 2          | -               | -               | -               | -                  | -                  | -                  | -             | -           | -           | 14     | 2      |
| Totale Ituano          | Totale Ituano          | Totale Ituano          | 30         | 11         |                 | -               | -               |                    | -                  | -                  |               | -           | -           | 30     | 11     |
| Totale carriera        | Totale carriera        | Totale carriera        | 477        | 99         |                 | 43              | 7               |                    | 65                 | 25                 |               | 34          | 12          | 619    | 143    |

### Cronologia presenze e reti in nazionale
| Cronologia completa delle presenze e delle reti in nazionale ― Brasile | Cronologia completa delle presenze e delle reti in nazionale ― Brasile | Cronologia completa delle presenze e delle reti in nazionale ― Brasile | Cronologia completa delle presenze e delle reti in nazionale ― Brasile | Cronologia completa delle presenze e delle reti in nazionale ― Brasile | Cronologia completa delle presenze e delle reti in nazionale ― Brasile | Cronologia completa delle presenze e delle reti in nazionale ― Brasile | Cronologia completa delle presenze e delle reti in nazionale ― Brasile |
| Data                                                                   | Città                                                                  | In casa                                                                | Risultato                                                              | Ospiti                                                                 | Competizione                                                           | Reti                                                                   | Note                                                                   |
| ---------------------------------------------------------------------- | ---------------------------------------------------------------------- | ---------------------------------------------------------------------- | ---------------------------------------------------------------------- | ---------------------------------------------------------------------- | ---------------------------------------------------------------------- | ---------------------------------------------------------------------- | ---------------------------------------------------------------------- |
| 22-2-1995                                                              | Fortaleza                                                              | Brasile                                                                | 5 – 0                                                                  | Slovacchia                                                             | Amichevole                                                             | -                                                                      |                                                                        |
| 29-3-1995                                                              | Goiânia                                                                | Brasile                                                                | 1 – 1                                                                  | Honduras                                                               | Amichevole                                                             | -                                                                      | 62’                                                                    |
| 17-5-1995                                                              | Ramat Gan                                                              | Israele                                                                | 1 – 2                                                                  | Brasile                                                                | Amichevole                                                             | -                                                                      |                                                                        |
| 4-6-1995                                                               | Birmingham                                                             | Brasile                                                                | 1 – 0                                                                  | Svezia                                                                 | Amichevole                                                             | -                                                                      |                                                                        |
| 6-6-1995                                                               | Liverpool                                                              | Brasile                                                                | 3 – 0                                                                  | Giappone                                                               | Amichevole                                                             | -                                                                      | 60’                                                                    |
| 11-6-1995                                                              | Londra                                                                 | Inghilterra                                                            | 1 – 3                                                                  | Brasile                                                                | Amichevole                                                             | 1                                                                      | 84’                                                                    |
| 7-7-1995                                                               | Rivera                                                                 | Brasile                                                                | 1 – 0                                                                  | Ecuador                                                                | Coppa America 1995 - 1º turno                                          | -                                                                      |                                                                        |
| 10-7-1995                                                              | Rivera                                                                 | Brasile                                                                | 2 – 0                                                                  | Perù                                                                   | Coppa America 1995 - 1º turno                                          | -                                                                      |                                                                        |
| 13-7-1995                                                              | Rivera                                                                 | Brasile                                                                | 3 – 0                                                                  | Colombia                                                               | Coppa America 1995 - 1º turno                                          | -                                                                      |                                                                        |
| 17-7-1995                                                              | Rivera                                                                 | Brasile                                                                | 2 – 2 dts (4 - 2 dtr)                                                  | Argentina                                                              | Coppa America 1995 - Quarti di finale                                  | -                                                                      |                                                                        |
| 20-7-1995                                                              | Maldonado                                                              | Stati Uniti                                                            | 0 – 1                                                                  | Brasile                                                                | Coppa America 1995 - Semifinale                                        | -                                                                      |                                                                        |
| 23-7-1995                                                              | Montevideo                                                             | Uruguay                                                                | 1 – 1 dts (5 - 3 dtr)                                                  | Brasile                                                                | Coppa America 1995 - Finale                                            | -                                                                      | 67’ 69’                                                                |
| 9-8-1995                                                               | Tokyo                                                                  | Giappone                                                               | 1 – 5                                                                  | Brasile                                                                | Amichevole                                                             | -                                                                      | 75’                                                                    |
| 12-8-1995                                                              | Suwon                                                                  | Corea del Sud                                                          | 0 – 1                                                                  | Brasile                                                                | Amichevole                                                             | -                                                                      | 67’                                                                    |
| 8-11-1995                                                              | Buenos Aires                                                           | Argentina                                                              | 0 – 1                                                                  | Brasile                                                                | Amichevole                                                             | -                                                                      | Ammonizione                                                            |
| 27-3-1996                                                              | São José do Rio Preto                                                  | Brasile                                                                | 8 – 2                                                                  | Ghana                                                                  | Amichevole                                                             | -                                                                      | 76’                                                                    |
| 26-2-1997                                                              | Goiânia                                                                | Brasile                                                                | 4 – 2                                                                  | Polonia                                                                | Amichevole                                                             | -                                                                      | 46’                                                                    |
| 2-4-1997                                                               | Brasilia                                                               | Brasile                                                                | 4 – 0                                                                  | Cile                                                                   | Amichevole                                                             | -                                                                      |                                                                        |
| 10-8-1997                                                              | Seoul                                                                  | Corea del Sud                                                          | 1 – 2                                                                  | Brasile                                                                | Amichevole                                                             | -                                                                      | 73’                                                                    |
| 6-6-1997                                                               | Osaka                                                                  | Giappone                                                               | 0 – 3                                                                  | Brasile                                                                | Amichevole                                                             | -                                                                      | Ingresso                                                               |
| 6-6-1997                                                               | Belém                                                                  | Brasile                                                                | 2 – 0                                                                  | Marocco                                                                | Amichevole                                                             | -                                                                      | Ammonizione                                                            |
| 12-12-1997                                                             | Riyad                                                                  | Arabia Saudita                                                         | 0 – 3                                                                  | Brasile                                                                | Conf. Cup 1997 - 1º turno                                              | -                                                                      | 71’                                                                    |
| 16-12-1997                                                             | Riyad                                                                  | Brasile                                                                | 3 – 2                                                                  | Messico                                                                | Conf. Cup 1997 - 1º turno                                              | -                                                                      |                                                                        |
| 19-12-1997                                                             | Riyad                                                                  | Brasile                                                                | 2 – 0                                                                  | Rep. Ceca                                                              | Conf. Cup 1997 - Semifinale                                            | -                                                                      |                                                                        |
| 21-12-1997                                                             | Riyad                                                                  | Australia                                                              | 0 – 6                                                                  | Brasile                                                                | Conf. Cup 1997 - Finale                                                | -                                                                      |                                                                        |
| 5-6-1999                                                               | Salvador                                                               | Brasile                                                                | 2 – 2                                                                  | Paesi Bassi                                                            | Amichevole                                                             | -                                                                      | 75’                                                                    |
| 3-9-2000                                                               | Rio de Janeiro                                                         | Brasile                                                                | 5 – 0                                                                  | Bolivia                                                                | Qual. Mondiali 2002                                                    | -                                                                      | 58’                                                                    |
| 8-10-2000                                                              | Maracaibo                                                              | Venezuela                                                              | 0 – 6                                                                  | Brasile                                                                | Qual. Mondiali 2002                                                    | 1                                                                      | 66’                                                                    |
| 15-11-2000                                                             | San Paolo                                                              | Brasile                                                                | 1 – 0                                                                  | Colombia                                                               | Qual. Mondiali 2002                                                    | -                                                                      |                                                                        |
| 3-3-2001                                                               | Pasadena                                                               | Stati Uniti                                                            | 1 – 2                                                                  | Paesi Bassi                                                            | Amichevole                                                             | -                                                                      | 46’                                                                    |
| 28-3-2001                                                              | Quito                                                                  | Ecuador                                                                | 1 – 0                                                                  | Brasile                                                                | Qual. Mondiali 2002                                                    | -                                                                      |                                                                        |
| 25-4-2001                                                              | San Paolo                                                              | Brasile                                                                | 1 – 1                                                                  | Perù                                                                   | Qual. Mondiali 2002                                                    | -                                                                      | 46’                                                                    |
| 1-7-2001                                                               | Montevideo                                                             | Uruguay                                                                | 1 – 0                                                                  | Brasile                                                                | Qual. Mondiali 2002                                                    | -                                                                      |                                                                        |
| 12-7-2001                                                              | Cali                                                                   | Brasile                                                                | 0 – 1                                                                  | Messico                                                                | Coppa America 2001 - 1º turno                                          | -                                                                      | 46’                                                                    |
| 15-7-2001                                                              | Cali                                                                   | Brasile                                                                | 2 – 0                                                                  | Perù                                                                   | Coppa America 2001 - 1º turno                                          | -                                                                      | 62’                                                                    |
| 23-7-2001                                                              | Manizales                                                              | Brasile                                                                | 0 – 2                                                                  | Honduras                                                               | Coppa America 2001 - Quarti di finale                                  | -                                                                      | 46’                                                                    |
| 9-8-2001                                                               | Curitiba                                                               | Brasile                                                                | 5 – 0                                                                  | Panama                                                                 | Amichevole                                                             | 1                                                                      | 68’                                                                    |
| 7-10-2001                                                              | Curitiba                                                               | Brasile                                                                | 2 – 0                                                                  | Cile                                                                   | Qual. Mondiali 2002                                                    | -                                                                      | 88’                                                                    |
| 7-11-2001                                                              | La Paz                                                                 | Bolivia                                                                | 3 – 1                                                                  | Brasile                                                                | Qual. Mondiali 2002                                                    | -                                                                      | 74’                                                                    |
| 14-11-2001                                                             | Fortaleza                                                              | Brasile                                                                | 3 – 0                                                                  | Venezuela                                                              | Qual. Mondiali 2002                                                    | -                                                                      | 67’                                                                    |
| 31-1-2002                                                              | Goiânia                                                                | Brasile                                                                | 6 – 0                                                                  | Bolivia                                                                | Amichevole                                                             | -                                                                      | 66’                                                                    |
| 6-2-2002                                                               | Riyad                                                                  | Arabia Saudita                                                         | 0 – 1                                                                  | Brasile                                                                | Amichevole                                                             | -                                                                      | 85’                                                                    |
| 27-3-2002                                                              | Fortaleza                                                              | Brasile                                                                | 1 – 0                                                                  | Jugoslavia                                                             | Amichevole                                                             | -                                                                      | 79’                                                                    |
| 25-5-2002                                                              | Kuala Lumpur                                                           | Malaysia                                                               | 0 – 4                                                                  | Brasile                                                                | Amichevole                                                             | 1                                                                      | 63’                                                                    |
| 3-6-2002                                                               | Ulsan                                                                  | Brasile                                                                | 2 – 1                                                                  | Turchia                                                                | Mondiali 2002 - 1º turno                                               | -                                                                      | 72’                                                                    |
| 8-6-2002                                                               | Seogwipo                                                               | Brasile                                                                | 4 – 0                                                                  | Cina                                                                   | Mondiali 2002 - 1º turno                                               | -                                                                      | 70’                                                                    |
| 13-6-2002                                                              | Suwon                                                                  | Costa Rica                                                             | 2 – 5                                                                  | Brasile                                                                | Mondiali 2002 - 1º turno                                               | -                                                                      | 61’                                                                    |
| 17-6-2002                                                              | Kōbe                                                                   | Brasile                                                                | 2 – 0                                                                  | Belgio                                                                 | Mondiali 2002 - Ottavi di finale                                       | -                                                                      | 57’                                                                    |
| 30-6-2002                                                              | Yokohama                                                               | Germania                                                               | 0 – 2                                                                  | Brasile                                                                | Mondiali 2002 - Finale                                                 | -                                                                      | 85’                                                                    |
| 12-10-2003                                                             | Leicester                                                              | Brasile                                                                | 1 – 0                                                                  | Giamaica                                                               | Amichevole                                                             | -                                                                      | 68’                                                                    |
| Totale                                                                 |                                                                        | Presenze                                                               | 50                                                                     |                                                                        | Reti                                                                   | 4                                                                      |                                                                        |

## Palmarès

### Club

#### Competizioni statali
- Campionato Carioca: 1

Flamengo: 2007
- Taça Guanabara: 1

Flamengo: 2007

#### Competizioni nazionali
- Campionato brasiliano: 1

Vasco da Gama: 2000
- Coppa di Lega inglese: 1

Middlesbrough: 2003-2004

#### Competizioni internazionali
- Coppa Libertadores: 1

San Paolo: 1993
- Coppa Intercontinentale: 1

San Paolo: 1993
- Supercoppa Sudamericana: 1

San Paolo: 1993
- Coppa CONMEBOL: 1

San Paolo: 1994
- Recopa Sudamericana: 1

San Paolo: 1994
- Coppa Mercosur: 1

Vasco da Gama: 2000

### Nazionale
- Bronzo olimpico: 1

Atlanta 1996
- Confederations Cup: 1

1997
- Campionato mondiale: 1

2002

### Individuale
- Capocannoniere della Coppa CONMEBOL: 1

1994 (5 reti)
- Equipo Ideal de América: 2

2000, 2001
- FA Premier League Player of the Season: 1

1996-1997
- FA Premier League Player of the Month: 1

Marzo 1997